# 悪魔の性・全裸美女惨殺の謎
悪魔の性・全裸美女惨殺の謎 (Sette scialli di seta gialla) は、1972年にイタリアで公開されたジャッロ映画。監督はセルジオ・パストーレ。脚本サンドロ・コンティエンツァ、ジョヴァンニ・シモネッリ。出演者アンソニー・ステファン、シルヴァ・コシナ、ジャネット・レン、レナート・デ・カルミネ、ジャコモ・ロッシ・スチュアート、ウンベルト・ラオ。 
この映画はダリオ・アルジェント監督の『歓びの毒牙』の影響を受けているといわれている。

## あらすじ
盲目のピアニストは酒場で、殺人の計画と思われる会話を耳にしてしまう。
その後、実際に殺人が起き、ピアニストは事件を追う。

## キャスト
| 役名           | 俳優                           | 日本語吹替                                |
| 役名           | 俳優                           | 東京12ch版                                |
| -------------- | ------------------------------ | ----------------------------------------- |
| ピーター       | アンソニー・ステファン         | 岩崎信忠                                  |
| フランソワーズ | シルヴァ・コシナ               | 平井道子                                  |
| ビクター       | ジャコモ・ロッシ・スチュアート | 青野武                                    |
| マーゴ         | シャーリー・コリガン           | 野崎貴美子                                |
| バートン(執事) | ウンベルト・ラオ               | 北村弘一                                  |
| パオラ         | イザベル・マーシャル           | 井上瑤                                    |
| ハリー         | ロマノ・マラスピナ             | 二又一成                                  |
| スーザン       | ジョヴァンナ・レンツィ         | 加川三起                                  |
| 警部           | レナート・デ・カルミネ         | 仁内建之                                  |
| ヘルガ         | アナベラ・インコントレラ       | 佐藤由美子                                |
| ウェンディ     | リリアナ・マラーニ             | 塚田恵美子                                |
| ウェイター     | ロレンツォ・ピアーニ           | 国坂伸                                    |
| 交換手         |                                | 馬場はるみ                                |
| 女(1)          |                                | 山田礼子                                  |
| 美容師         |                                | 佐藤正治                                  |
| 交通巡査       |                                | 稲葉実                                    |
|                |                                |                                           |
| 演出           | 演出                           | 藤野貞義                                  |
| 翻訳           | 翻訳                           | 高橋京子                                  |
| 効果           | 効果                           | 南部光庸/大橋勝次                         |
| 調整           | 調整                           | 広瀬幸男                                  |
| 制作           | 制作                           | オムニバスプロモーション                  |
| 解説           | 解説                           | 深沢哲也                                  |
| 初回放送       | 初回放送                       | 1979年9月6日 『木曜洋画劇場』 21:00-22:54 |